# Бірман Серафима Германівна
Серафима Германівна Бірман (10 серпня 1890, Кишинів, Російська Імперія — 11 травня 1976, Ленінград, СРСР) — російська та радянська актриса театру та кіно, театральний режисер, педагог, мемуарист, теоретик. Лауреат Сталінської премії І ступеня (1946). Народна артистка РРФСР (1946).

## Життєпис
Серафима Бірман народилася 29 липня (10 серпня) 1890 року в православній родині штабскапітана 51-го резервного піхотного батальйону, Германа Михайловича Бірмана та його жінки, Олени Іванівни.
Мати Серафими була молдованкою та майже не розмовляла російською мовою. Батько походив з різночинців та рано став сиротою, а за службу в армії був удостоєний особистого дворянства.
Після закінчення гімназії (була нагороджена золотою медаллю), вона прожила рік в селі Чернолеука, де її сестра працювала лікарем. Вона, побувавши на виставі «Лікар Стокманн» Костянтина Станіславського, порадила Серафимі вступити до МХТу.
Казимір Костянтин Федорович, який володів маєтком в селі Чернолеука, погодився оплатити перший рік навчання в театральній школі. В липні 1908 року Серафима переїхала до Москви, де одночасно навчалась на історико-філологічному факультеті Московських вищих жіночих курсах та в Драматичній школі Олександра Адашева. Вчилася разом з Євгеном Вахтанговим.
В 1911 році завершила навчання в театральній школі та була прийнята в трупу МХТ. В 1913 році перейшла в 1-у студію МХТ. З 1924 по 1936 рік Серафима є актрисою МХАТу.
В 1936—1938 рр. вона працювала в театрі імені Моссовєта, де поставила виставу «Васса Желєзнова», в якій виконала головну роль. Після арешту Всеволода Меєргольда Серафима продовжила роботу над його постановкою опери «Семен Котко» Прокоф'єва, прем'єра якої відбулася 1940 року в театрі імені Станіславського. В 1938 році вона стає одною із засновників театру «Ленком», де працювала до 1958 року.
З 1958 року знову працює в театрі імені Моссовєта.
Серафима Бірман почала зніматися в кіно з 1918 року, граючи епізодичні ролі в роботах Олександра Волкова. Після цього вона знову почала з'являтися на екранах в середині 1920-их, граючи в популярних комедійних фільмах «Закрійник із Торжка» та «Дівчина з коробкою».
В 1944 році Бірман зіграла одну із головних ролей у фільмі Ейзенштейна «Іван Грозний», за що була удостоєна Сталінської премії І ступеня та звання народної артистки РРФСР.
Після смерті свого чоловіка, Олександра Таланова, у Серафими почалися проблеми з психічним здоров'ям. Згодом, вона покинула театр, а після смерті покоївки залишилась одна. Зрештою, небога відвезла Серафиму Бірман до Ленінграду та відправила її у божевільню.
Серафима Германівна померла 11 травня 1976 року. Похована разом з чоловіком на Новодівичому цвинтарі.

## Нагороди
- Сталінська премія І ступеня (1946)
- Заслужена артистка Узбецької РСР (1943)
- Народна артистка РРФСР (1946)
- Орден Трудового Червоного Прапора (1947, 1948)
- Орден Братерства і єдності (1946)
- Медаль «За доблесну працю у Великій Вітчизняній війні 1941—1945 рр.» (1946)
- Медаль «У пам'ять 800-річчя Москви» (1947)
- Медаль «В ознаменування 100-річчя з дня народження Володимира Ілліча Леніна» (1970)